# Pteris togoensis
Pteris togoensis är en kantbräkenväxtart som beskrevs av Georg Hans Emmo Wolfgang Hieronymus. Pteris togoensis ingår i släktet Pteris och familjen Pteridaceae. Inga underarter finns listade.